# ...And Justice for All
...And Justice for All è il quarto album in studio del gruppo musicale statunitense Metallica, pubblicato il 7 settembre 1988 dalla Elektra Records.
L'album rappresentò il primo vero grande successo commerciale del gruppo, raggiungendo la top 10 di varie classifiche mondiali e venendo certificato disco di platino dalla RIAA in poche settimane. Sin dalla sua pubblicazione, l'album ha venduto oltre otto milioni di copie nel mondo portando i Metallica ad essere maggiormente conosciuti a livello mondiale. Per il terzo singolo One fu realizzato il primo video musicale della loro carriera.
Nel giugno del 2017 la rivista Rolling Stone ha collocato l'album alla ventunesima posizione dei 100 migliori album metal di tutti i tempi.

## Descrizione
Rispetto alle precedenti pubblicazioni del gruppo, l'album è caratterizzato da arrangiamenti più sofisticati, grazie ai quali è stato spesso considerato come un precursore del nascente genere del progressive metal. Alcuni brani come Eye of the Beholder e Harvester of Sorrow sono inoltre annoverati, grazie ai loro riff thrash dal tempo notevolmente rallentato rispetto a quanto fosse usuale in quegli anni, tra i primi ad aver ispirato il groove metal poi perfezionato dai Pantera. Si tratta inoltre del primo album in studio registrato insieme al bassista Jason Newsted, entrato in formazione dopo la morte di Cliff Burton avvenuta nel 1986, nonché l'ultimo coprodotto insieme a Flemming Rasmussen. Tuttavia, un'altra caratteristica per cui il disco viene ricordato è proprio per la difficoltà nel riuscire ad ascoltare il basso, registrato ad un volume praticamente inudibile. A tal proposito, lo stesso Newsted commentò:
Il batterista Lars Ulrich successivamente dichiarò che ciò fu dovuto al fatto che, in fase di missaggio finale, lo stesso Ulrich e il frontman James Hetfield vollero aumentare così tanto il volume di chitarre e batterie che il basso praticamente scomparve.
Il 2 novembre 2018 l'album è stato ripubblicato in edizione rimasterizzata e accompagnato da un'edizione deluxe e da un'edizione box set, comprensiva di demo e live, tra cui il concerto tenuto a Seattle nel 1989 originariamente presente in formato video nell'album dal vivo Live Shit: Binge & Purge.

### Le canzoni
La maggior parte dei brani fu composta dai soli Hetfield e Ulrich, sviluppando la creazione delle composizioni su vari riff di chitarra di Hetfield e poi intitolandole e costruendoci un testo sopra a seconda dei tipi di riff in esse contenute, a volte anche più di sei o otto in una sola composizione. Il chitarrista Kirk Hammett ha contribuito alla composizione musicale di quattro brani e alla registrazione di vari assoli, mentre Newsted diede il proprio contributo al riff principale del brano d'apertura Blackened, per il quale ispirerà quello di chitarra (originariamente suonato al basso); il bassista fu tuttavia estromesso completamente dal restante processo di scrittura del disco, sia in seguito all'atteggiamento in merito di Ulrich e Hetfield, sia per sua stessa decisione, spiegando che «Sapevo che dovevo restare al mio posto, e che non avrei potuto comporre meglio di James [Hetfield]». Le parti di basso furono pertanto registrate una volta che il disco era stato completamente scritto.
L'album si apre con Blackened, il quale testo si riferisce alla distruzione della Terra e della fine della razza umana. La seconda traccia, l'omonima ...And Justice for All, è una delle più lunghe del disco e parla della giustizia come valore dimenticato dall'uomo e dal sistema. Eye of the Beholder parla della privazione della libertà di espressione. Il testo della traccia successiva, One, è ispirato al film E Johnny prese il fucile e parla della disperazione di un uomo che, dopo aver perso braccia e gambe in guerra, è collegato a dei macchinari per vivere e non può né parlare né muoversi. Si passa a The Shortest Straw, brano ispirato alla storia di Julius ed Ethel Rosenberg, i due coniugi condannati a morte per cospirazione. Seguono il singolo Harvester of Sorrow e The Frayed Ends of Sanity, traccia contenente un campionamento tratto da Il mago di Oz, la strumentale To Live Is to Die, dedicato alla memoria di Cliff Burton (l'ultimo brano accreditato anche al bassista), e Dyers Eve, la quale narra dell'infanzia di Hetfield e del suo rapporto con i genitori.

## Tracce
Testi di James Hetfield, musiche di James Hetfield, Lars Ulrich e Kirk Hammett, eccetto dove indicato.

### Edizione standard
1. Blackened – 6:40 (musica: James Hetfield, Lars Ulrich, Jason Newsted)
2. ...And Justice for All – 9:46
3. Eye of the Beholder – 6:30
4. One – 7:27 (musica: James Hetfield, Lars Ulrich)
5. The Shortest Straw – 6:35 (musica: James Hetfield, Lars Ulrich)
6. Harvester of Sorrow – 5:45 (musica: James Hetfield, Lars Ulrich)
7. The Frayed Ends of Sanity – 7:44
8. To Live Is to Die – 9:48 (testo: Cliff Burton – musica: James Hetfield, Lars Ulrich, Cliff Burton)
9. Dyers Eve – 5:13

Traccia bonus nell'edizione giapponese
1. The Prince – 4:25 (Sean Harris, Brian Tatler) – originariamente interpretata dai Diamond Head

Tracce bonus nell'edizione di iTunes
1. One (Live) – 7:59 (James Hetfield, Lars Ulrich)
2. ...And Justice for All (Live) – 10:05

### Edizione deluxe
- CD 1 – ...And Justice for All (Remastered)

1. Blackened – 6:42
2. ...And Justice for All – 9:45
3. Eye of the Beholder – 6:25
4. One – 7:26
5. The Shortest Straw – 6:35
6. Harvester of Sorrow – 5:45
7. The Frayed Ends of Sanity – 7:43
8. To Live Is to Die – 9:48
9. Dyers Eve – 5:13

- CD 2 – Demos & Rough Mixes

1. Blackened (November 1987 Demo) – 5:57
2. ...And Justice for All (November 1987, Writing in Progress) – 8:25
3. Eye of the Beholder (November 1987, Writing in Progress) – 6:52
4. One (Work in Progress Rough Mix) – 7:13
5. The Shortest Straw (December 1987, Writing in Progress) – 6:46
6. Harvester of Sorrow (Work in Progress Rough Mix) – 5:47
7. The Frayed Ends of Sanity (November 1987 Demo) – 7:37
8. To Live Is to Die (Work in Progress Rough Mix) – 8:57
9. Dyers Eve (January 1988 Demo) – 5:59

- CD 3 – Live from the Damaged Justice Tour

1. Blackened (Live in Seattle 1989) – 6:37
2. For Whom the Bell Tolls (Live at Long Beach Arena, Long Beach, CA - December 7th, 1988) – 4:25
3. Welcome Home (Sanitarium) (Live at Hammersmith Odeon, London, England - October 10th, 1988) – 6:00
4. Leper Messiah (Live at Long Beach Arena, Long Beach, CA - December 7th, 1988) – 5:33
5. Harvester of Sorrow (Live at Hammersmith Odeon, London, England - October 10th, 1988) – 5:21
6. Eye of the Beholder (Live at Hammersmith Odeon, London, England - October 10th, 1988) – 6:01
7. Seek & Destroy (Live at The Troubadour, West Hollywood, CA - May 24th, 1988) – 6:49
8. Creeping Death (Live at Reunion Arena, Dallas, TX - February 5th, 1989) – 7:52
9. One (Live in Seattle 1989) – 8:05
10. ...And Justice for All (Live at Long Beach Arena, Long Beach, CA - December 7th, 1988) – 9:12
11. Whiplash (Live at The Troubadour, West Hollywood, CA - May 24th, 1988) – 4:00
12. Breadfan (Live at Seattle Coliseum, Seattle, WA - August 29th, 1989) – 4:16

### Edizione box set
10" – One
1. One – 7:26

- Lato B

1. Seek & Destroy (Live at Reunion Arena, Dallas, TX - February 5th, 1989) – 8:43

LP – Seattle '89
- Lato A

1. The Ecstasy of Gold – 1:58
2. Blackened – 6:37
3. For Whom the Bell Tolls – 5:30
4. Welcome Home (Sanitarium) – 6:46

- Lato B

1. Harvester of Sorrow – 6:10
2. The Four Horsemen – 6:00
3. The Thing That Should Not Be – 7:08

- Lato C

1. Bass Solo – 7:30
2. Master of Puppets – 8:50
3. Fade to Black – 8:10

- Lato D

1. Seek & Destroy – 9:01
2. ...And Justice for All – 11:00
3. One – 9:27

- Lato E

1. Creeping Death – 7:50
2. Guitar Solo – 6:36
3. Battery – 6:17

- Lato F

1. Encore Jam – 2:49
2. Last Caress – 1:54
3. Am I Evil? – 4:09
4. Whiplash – 5:36
5. Breadfan – 4:43

CD – Interviews
1. KSDT Interview with Jason
2. Circus Magazine Interview with James
3. KNAC Report from LA Monsters of Rock
4. KHDX Interview with Kirk
5. Metal Forces Magazine Interview with Lars

CD – Riff, Jams & Demos
- CD 1

1. Blackened (1987, from James' Riff Tapes) – 0:36
2. Blackened (1987, from James' Riff Tapes II) – 3:09
3. ...And Justice for All (1987, from James' Riff Tapes) – 2:38
4. ...And Justice for All (1988, from James' Riff Tapes) – 0:43
5. Eye of the Beholder (1987, from James' Riff Tapes) – 1:28
6. Eye of the Beholder (1987, from James' Riff Tapes II) – 0:37
7. One (1987, from James' Riff Tapes) – 2:22
8. The Shortest Straw (1986, from James' Riff Tapes) – 1:46
9. The Shortest Straw (1986, from James' Riff Tapes II) – 0:46
10. Harvester of Sorrow (1987, from James' Riff Tapes) – 1:09
11. The Frayed Ends of Sanity (1987, from James' Riff Tapes) – 1:39
12. To Live Is to Die (1986, from James' Riff Tapes) – 1:30
13. To Live Is to Die (1988, from James' Riff Tapes) – 0:57
14. Dyers Eve (1986, from James' Riff Tapes) – 1:11
15. Dyers Eve (1987, from James' Riff Tapes) – 6:05
16. Blackened (October 1987, Writing in Progress) – 3:22
17. ...And Justice for All (October 1987, Writing in Progress) – 0:58
18. ...And Justice for All (October 1987, Writing in Progress) – 1:27
19. One (October 1987, Writing in Progress) – 1:09
20. The Shortest Straw (October 1987, Writing in Progress) – 0:51
21. ...And Justice for All (November 1987, Writing in Progress) – 8:25
22. The Frayed Ends of Sanity (November 1987, Writing in Progress) – 7:56
23. One (November 1987, Writing in Progress) – 2:17
24. Dyers Eve (November 1987, Writing in Progress) – 5:42
25. Eye of the Beholder (November 1987, Writing in Progress) – 6:51
26. To Live Is to Die (November 1987, Writing in Progress) – 0:55
27. The Shortest Straw (November 1987, Writing in Progress) – 6:45
28. Harvester of Sorrow (December 1987, Writing in Progress) – 5:21

- CD 2

1. Blackened (November 1987 Demo) – 5:58
2. ...And Justice for All (November 1987 Demo) – 8:18
3. Eye of the Beholder (November 1987 Demo) – 6:30
4. One (November 1987 Demo) – 7:07
5. The Frayed Ends of Sanity (November 1987 Demo) – 7:37
6. Eye of the Beholder (January 1988 Demo) – 6:32
7. The Shortest Straw (January 1988 Demo) – 6:47
8. Harvester of Sorrow (January 1988 Demo) – 5:50
9. Dyers Eve (January 1988 Demo) – 6:01
10. To Live Is to Die (January 1988 Demo) – 10:04

CD – Rough Mixes from the Vault
1. Blackened (Work in Progress Rough Mix) – 6:01
2. ...And Justice for All (Work in Progress Rough Mix) – 9:49
3. Eye of the Beholder (Work in Progress Rough Mix) – 6:32
4. One (Work in Progress Rough Mix) – 7:13
5. The Shortest Straw (Work in Progress Rough Mix) – 6:39
6. Harvester of Sorrow (Work in Progress Rough Mix) – 5:47
7. The Frayed Ends of Sanity (Work in Progress Rough Mix) – 7:42
8. To Live Is to Die (Acoustic Intro) (Work in Progress Rough Mix) – 2:39
9. To Live Is to Die (Work in Progress Rough Mix) – 8:56
10. Dyers Eve (Work in Progress Rough Mix) – 5:23
11. Breadfan (Work in Progress Rough Mix) – 5:37
12. The Prince (Work in Progress Rough Mix) – 4:25

CD – Live at The Troubadour, West Hollywood, CA - May 24th, 1988 + B-Sides
- CD 1 – Live

1. Creeping Death – 6:54
2. For Whom the Bell Tolls – 4:32
3. Welcome Home (Sanitarium) – 6:59
4. The Four Horsemen – 5:49
5. Whiplash – 4:18
6. Fade to Black – 7:20
7. Seek & Destroy – 7:18
8. Master of Puppets – 9:00
9. Encore Jam – 1:26
10. Last Caress – 1:21
11. Am I Evil? – 3:44
12. Battery – 5:15

- CD 2 – Live

1. Encore Jam #2 – 1:04
2. Harvester of Sorrow – 6:47
3. Leper Messiah – 5:35
4. Blitzkrieg – 5:38

- CD 2 – B-Sides

1. Breadfan – 5:43
2. The Prince – 4:26
3. For Whom the Bell Tolls (Live at Reunion Arena, Dallas, TX - February 5th, 1989) – 4:47
4. Welcome Home (Sanitarium) (Live at Reunion Arena, Dallas, TX - February 5th, 1989) – 6:06
5. Seek & Destroy (Live at Reunion Arena, Dallas, TX - February 5th, 1989) – 8:43
6. Creeping Death (Live at Reunion Arena, Dallas, TX - February 5th, 1989) – 8:10
7. Harvester of Sorrow (Live at Seattle Coliseum, Seattle, WA - August 29th, 1989) – 6:19
8. One (Live at Seattle Coliseum, Seattle, WA - August 29th, 1989) – 7:12
9. Breadfan (Live at Seattle Coliseum, Seattle, WA - August 30th, 1989) – 4:16
10. Last Caress (Live at Seattle Coliseum, Seattle, WA - August 30th, 1989) – 1:39

CD – Live at the Hammersmith Odeon, London, England - October 10th, 1988 + Radio Edits
1. Welcome Home (Sanitarium) – 6:27
2. The Four Horsemen – 5:14
3. Harvester of Sorrow – 5:20
4. Eye of the Beholder – 6:04
5. Bass Solo – 6:46
6. Master of Puppets – 7:37
7. Damage, Inc. – 3:58
8. One – 8:12
9. Seek & Destroy – 6:57
10. ...And Justice for All – 7:05

- CD 2

1. Encore Jam – 1:02
2. Creeping Death – 7:13
3. Fade to Black – 6:46
4. Guitar Solo – 6:15
5. Battery – 4:53
6. Encore Jam #2 – 3:31
7. Last Caress – 1:20
8. Am I Evil? – 3:45
9. Whiplash – 4:00
10. Eye of the Beholder (Radio Edit) – 5:58
11. One (Radio Edit) – 5:02
12. ...And Justice for All (Radio Edit) – 5:59

CD – Live at Long Beach Arena, Long Beach, CA - December 7th, 1988 + More
1. Blackened – 2:01
2. For Whom the Bell Tolls – 4:29
3. Welcome Home (Sanitarium) – 6:10
4. Leper Messiah – 5:45
5. Harvester of Sorrow – 5:12
6. Eye of the Beholder – 6:06
7. Bass Solo – 6:17
8. Master of Puppets – 7:28
9. One – 8:08
10. Seek & Destroy – 7:09

- CD 2

1. ...And Justice for All – 9:47
2. Encore Jam – 0:49
3. Creeping Death – 6:54
4. Fade to Black – 6:32
5. Guitar Solo – 5:53
6. Battery – 4:44
7. Last Caress (Live at UIC Pavilion, Chicago, IL - November 17th, 1988) – 1:19
8. Am I Evil? (Live at UIC Pavilion, Chicago, IL - November 17th, 1988) – 3:45
9. Whiplash (Live at UIC Pavilion, Chicago, IL - November 17th, 1988) – 3:52

DVD 1 – ...And Camcorder for All & "One"
- ...And Camcorder for All

1. Intro
2. Barcelona
3. Leiden
4. San Francisco
5. San Antonio
6. Dallas
7. Philadelphia
8. Buffalo
9. Auckland
10. Osaka
11. Hoffman Estates
12. Richfield
13. Thornville
14. Greenville
15. Atlanta
16. Biloxi
17. Concord
18. Irvine (Night #2)
19. Irvine (Night #3)
20. São Paulo (Night #1)
21. São Paulo (Night #2)

- One

1. 2 of One Introduction with Lars
2. One
3. One (Jammin' Version)
4. One (Live at the 31st Annual GRAMMY® Awards)

- "ONE" B-ROLL

1. Intro
2. Band
3. Lars
4. Kirk
5. James
6. Jason
7. More Band

DVD 2 – Live at Shoreline Amphitheatre, Mountain View, CA - September 15th, 1989
1. The Ecstasy of Gold
2. Blackened
3. For Whom the Bell Tolls
4. Welcome Home (Sanitarium)
5. Harvester of Sorrow
6. The Four Horsemen
7. The Thing That Should Not Be
8. Bass Solo
9. Master of Puppets
10. Fade to Black
11. Seek & Destroy
12. ...And Justice for All
13. One
14. Creeping Death
15. Guitar Solo
16. Battery
17. Encore Jam
18. Last Caress
19. Am I Evil?
20. Damage, Inc.
21. Blitzkrieg
22. Breadfan

DVD 3 – Live at the Stone Balloon, Newark, DE - August 7th, 1989
1. Backstage Shit
2. The Ecstasy of Gold
3. Creeping Death
4. For Whom the Bell Tolls
5. Welcome Home (Sanitarium)
6. The Four Horsemen
7. Harvester of Sorrow
8. Phantom Lord
9. Bass Solo
10. Master of Puppets
11. Fade to Black
12. No Remorse
13. Seek & Destroy
14. Last Caress
15. Am I Evil?
16. Motorbreath
17. Hit the Lights
18. Blitzkrieg
19. Damage, Inc.
20. Breadfan

DVD 4 – Justice on Wheels, Masa Ito Interviews, Raw Live Footage
- Justice on Wheels - A MuchMusic Documentary

1. Intro
2. The Road Crew
3. The Fans
4. The Band
5. The Video

- Masa Ito Interviews

1. Lars
2. James
3. Jason
4. Kirk

- Raw Live Footage (Live at JFK Stadium, Philadelphia, PA - June 11TH, 1988)

1. Whiplash
2. Fade to Black
3. Seek & Destroy

- Raw Live Footage (Live at RPI Field House, Troy, NY - MARCH 15th, 1989)

1. Master of Puppets
2. One

- Raw Live Footage (Live at Copps Coliseum, Hamilton, Ontario - APRIL 8th, 1989)

1. Master of Puppets
2. One
3. Seek & Destroy

## Formazione
Gruppo
- James Hetfield – chitarra ritmica, voce, arrangiamento, chitarra acustica, secondo assolo di chitarra (traccia 8)
- Lars Ulrich – batteria, arrangiamento
- Kirk Hammett – chitarra solista
- Jason Newsted – basso

Produzione
- Metallica – produzione
- Flemming Rasmussen – produzione, ingegneria del suono
- Toby "Rage" Wright – ingegneria del suono aggiuntiva, assistenza tecnica
- Steve Thompson – missaggio
- Michael Barbiero – missaggio
- George Cowa – assistenza al missaggio
- Bob Ludwig – mastering

## Classifiche

### Classifiche settimanali
| Classifica (1988) | Posizione massima |
| ----------------- | ----------------- |
| Australia         | 16                |
| Austria           | 12                |
| Canada            | 13                |
| Finlandia         | 8                 |
| Germania          | 5                 |
| Italia            | 19                |
| Norvegia          | 8                 |
| Nuova Zelanda     | 36                |
| Paesi Bassi       | 19                |
| Regno Unito       | 4                 |
| Spagna            | 8                 |
| Stati Uniti       | 6                 |
| Svezia            | 5                 |
| Svizzera          | 7                 |

### Classifiche di fine anno
| Classifica (2020) | Posizione |
| ----------------- | --------- |
| Polonia           | 65        |
| Classifica (2021) | Posizione |
| Polonia           | 54        |